# Edgar Thiele
Edgar Thiele (Berlino, 5 febbraio 1938) è un ex pallanuotista tedesco orientale.
Ha fatto parte della Squadra Unificata Tedesca ai Giochi di Tokyo 1964.